# Alessandro Bertolazzi
Alessandro Bertolazzi (Vercelli, 16 febbraio 1958) è un truccatore italiano, vincitore del Premio Oscar 2017 per il miglior trucco ed acconciatura nel film Suicide Squad.

## Biografia
Alessandro Bertolazzi è nato a Vercelli il 16 febbraio 1958, ma è cresciuto a Casanova Elvo. A 14 anni si trasferisce con la famiglia a Reggio Emilia, dove frequenta l'istituto d'arte G. Chierici. Poco dopo la maggiore età inizia la carriera in ambito teatrale come aiuto scenografo.
La passione per il teatro lo porterà a lavorare a Roma, dove inizia a dedicarsi anche al cinema. Si trasferisce a Firenze, dove tuttora vive con la moglie Giovanna e il figlio Lorenzo. Nel frattempo collabora con numerosi registi italiani, tra i quali Dario Argento e Giuseppe Tornatore. La sua carriera assume una dimensione internazionale quando inizia ad occuparsi di make-up e trucco prostetico per grandi produzioni cinematografiche prima a Londra e poi negli Stati Uniti. Attualmente insegna all’Accademia d’Arte Drammatica Silvio D’Amico.

## Filmografia parziale
- La corsa dell'innocente, regia di Carlo Carlei (1992)
- La ribelle, regia di Aurelio Grimaldi (1993)
- Il testimone dello sposo, regia di Pupi Avati (1997)
- Viola bacia tutti, regia di Giovanni Veronesi (1998)
- Il fantasma dell'Opera, regia di Dario Argento (1998)
- Malèna, regia di Giuseppe Tornatore (2000)
- Concorrenza sleale, regia di Ettore Scola (2001)
- Heaven, regia di Tom Tykwer (2002)
- Ricordati di me, regia di Gabriele Muccino (2003)
- La setta dei dannati (The Order), regia di Brian Helgeland (2003)
- Che ne sarà di noi, regia di Giovanni Veronesi (2004)
- Evilenko, regia di David Grieco (2004)
- Ma quando arrivano le ragazze?, regia di Pupi Avati (2005)
- L'educazione fisica delle fanciulle (The Fine Art of Love: Mine Ha-Ha), regia di John Irvin (2005)
- Babel, regia di Alejandro González Iñárritu (2006)
- N - Io e Napoleone, regia di Paolo Virzì (2006)
- Gomorra, regia di Matteo Garrone (2008)
- Sanguepazzo, regia di Marco Tullio Giordana (2008)
- Il papà di Giovanna, regia di Pupi Avati (2008)
- L'uomo che ama, regia di Maria Sole Tognazzi (2008)
- Angeli e demoni (Angels & Demons), regia di Ron Howard (2009)
- Baarìa, regia di Giuseppe Tornatore (2009)
- Biutiful, regia di Alejandro González Iñárritu (2010)
- Baciami ancora, regia di Gabriele Muccino (2010)
- Mangia prega ama (Eat Pray Love), regia di Ryan Murphy (2010)
- La solitudine dei numeri primi, regia di Saverio Costanzo (2010)
- J. Edgar, regia di Clint Eastwood (2011)
- To Rome with Love, regia di Woody Allen (2012)
- To the Wonder, regia di Terrence Malick (2012)
- Venuto al mondo, regia di Sergio Castellitto (2012)
- Skyfall, regia di Sam Mendes (2012)
- The Impossible, regia di Juan Antonio Bayona (2012)
- Fury, regia di David Ayer (2014)
- Love & Mercy, regia di Bill Pohlad (2014)
- Suicide Squad, regia di David Ayer (2016)
- Bright, regia di David Ayer (2017)
- War Machine, regia di David Michôd (2017)
- Ritorno al Bosco dei 100 Acri (Christopher Robin), regia di Marc Forster (2018)
- Ofelia - Amore e morte (Ophelia), regia di Claire McCarthy (2018)
- Fast & Furious - Hobbs & Shaw (Fast & Furious Presents: Hobbs & Shaw), regia di David Leitch (2019)
- Il re (The King), regia di David Michôd (2019)
- Cyrano, regia di Joe Wright (2021)

## Riconoscimenti
- 1997 - Nominato Cavaliere dell'Ordine al Merito della Repubblica Italiana
- 1999 - Vincitore del Premio La chioma di Berenice per il trucco ne Il Testimone dello Sposo
- 2008 - Candidatura al David di Donatello per il miglior truccatore per Caravaggio
- 2011 - Candidatura al Silver Ariel per miglior trucco per Biutiful
- 2013 - Candidatura al Premio Goya 2013 per miglior trucco e acconciatura per The Impossible
- 2017 - Vincitore del Premio Make-Up Artists and Hairstylists Guild per miglior trucco per Suicide Squad
- 2017 - Vincitore del Premio Oscar per miglior trucco e acconciature per Suicide Squad
- 2022[2] - Candidatura al Premio BAFTA per miglior trucco e acconciatura per Cyrano